# ماري فوستر
ماري فوستر (بالإنجليزية: Marie Foster)‏ هي ناشِطة أمريكية، ولدت في 24 أكتوبر 1917 في Alberta, Alabama ‏ في الولايات المتحدة، وتوفيت في 6 سبتمبر 2003 في سلما في الولايات المتحدة.